# Bob Bellear
Robert William "Bob" Bellear, né le 17 juin 1944 et mort le 15 mars 2005 à Sydney en Australie, est un avocat, juge et activiste australien. 
Il est le premier juge issu d'un peuple aborigène d'Australie, en poste à la Cour de district de Nouvelle-Galles du Sud de 1996 jusqu’à son décès en 2005.

## Jeunesse
Bellear nait dans l’extrême nord-est de la Nouvelle-Galles du Sud et grandit près de la ville de Mullumbimby. Il est issu du peuple Bundjalung (en). Son grand-père est originaire du Vanuatu et avait été victime de blackbirding pour venir travailler dans une plantation de sucre en Australie. Sa grand-mère est une femme aborigène de l'Île de Stradbroke (en) près de Brisbane, dans le Queensland. 
Bellear a huit frères et sœurs. L'un d'entre eux est Sol Bellear (en), activiste pour les droit des personnes aborigènes. 
Bob Bellear quitte l'école tôt, mais n'obtient pas d'emploi. Il rejoint alors la Royal Australian Navy, où il suit une formation en génie mécanique et en plongée de déminage. Il est le premier aborigène à obtenir le grade de « maître » (Petty officer en anglais). Bellear quitte la marine en 1968, avec plusieurs qualifications, dont en maçonnerie et machinerie. À sa sortie, il trouve facilement un emploi.
Pendant quelque temps, Bellear vit à Redfern avec sa femme Kaye Williams, qu’il a rencontrée dans la marine. En 1972, le couple cofonde la Société de logement aborigène (en). Dans les années 70, Bellear est le directeur du Service médical aborigène (en) et du Service juridique aborigène (en). Il dirige aussi une campagne pour empêcher les expulsions de personnes aborigènes à Redfern. 

## Carrière
En 1972, Bellear se lance dans des études de droit. Il obtient son certificat d’études supérieures au Sydney Technical College (en) et suit un cours de droit à l’Université de Nouvelle-Galles du Sud. Il est le deuxième étudiant issu d'un peuple aborigène à obtenir un diplôme de cette université (après Pat O'Shane (en) en 1978). Il est admis au barreau de Nouvelle-Galles du Sud en 1979. En tant que barrister (avocat plaidant en français), il représente de nombreux aborigènes dans des procès criminels. En 1987, il est nommé un temps conseiller adjoint de la Commission royale d’enquête sur les décès de personnes aborigènes en détention (en).
En 1993, Bellear reçoit un diplôme honorifique en droit de l’Université Macquarie de Sydney. Le 17 mai 1996, il est nommé juge de la Cour de district de la Nouvelle-Galles du Sud, devenant ainsi la  première personne aborigène à être nommée au sein d'un tribunal australien. Bellear reste à ce poste jusqu’à sa mort en 2005. 

## Vie privée
Avec sa femme Kaye Williams, il a quatre enfants.
Bellear est diagnostiqué d'un cancer, contracté à cause d'une exposition aux fibres d'amiante pendant sa formation dans la Marine royale australienne. Il décède de ce cancer à son domicile le 15 mars 2005. Le gouvernement de Nouvelle-Galles du Sud lui accorde des obsèques nationales, qui se déroulent à l’hôtel de ville de Sydney le 22 mars. Environ 1000 personnes y assistent.